# Condado de Loudoun
O Condado de Loudoun (em inglês:  Loudoun County) é um dos 95 condados do estado norte-americano da Virgínia. A sede e maior cidade do condado é Leesburg. Foi fundado em 1757.
O condado possui uma área de 1 350 km², dos quais 1 335 km² estão cobertos por terra e 14 km² por água, uma população de 312 311 habitantes, e uma densidade populacional de 233,9 hab/km² (segundo o censo nacional de 2010). É o quinto condado que, em 10 anos, teve o maior crescimento populacional dos Estados Unidos, com um aumento de 84,1%. É também o quinto condado mais populoso da Virgínia.
O aeroporto internacional Washington Dulles também fica principalmente no Condado de Loudoun (um pedaço do aeroporto fica no vizinho Condado de Fairfax), e é o aeroporto mais movimentado da área metropolitana da capital dos Estados Unidos, Washington, D.C.. Tem uma variedade de voos nacionais e internacionais, e é sede dos companhias aéreas United Airlines e Frontier Airlines (depois do 19 de agosto de 2014).